# Mikhaïl Antonovitch Vroubel
Mikhaïl Antonovitch Vroubel (en russe : Михаил Антонович Врубель ; 1799-1859) est un major-général de l'Armée impériale russe. C'est le grand-père du peintre russe Mikhaïl Vroubel.
Il entre en service à l'armée en 1817 et devient officier à la fin de l'année 1818. Il prend part à la guerre russo-turque de 1828-1829 et à l'intervention russe contre l' insurrection de novembre 1830 en Pologne. En 1831 il reçoit l' ordre de Saint-Vladimir de 4e classe avec ruban. En décembre 1848 il est décoré de l'Ordre impérial et militaire de Saint-Georges de 4e classe; il est à ce moment au grade de colonel. Il est nommé major-général le 11 avril 1843.
En 1846 il est décoré de l' ordre de Sainte-Anne 2e classe, et en 1848 de l'ordre de Saint-Vladimir du 3e degré. En 1849 il est nommé Commandant des Cosaques d'Astrakhan. En 1852 il est décoré de l' Ordre de Saint-Stanislas 1e classe.
Il a été marié à deux reprises e a eu 3 fils et 4 filles. De son premier mariage avec Anna Grigorevna Bassarguina-Vroubel est né le 6 octobre 1828 le futur père de l'artiste Mikhaïl Vroubel Alexandre Mikhaïlovitch Vroubel.